# 1509 Esclangona
1509 Esclangona este un asteroid din Centura principală având diametrul mediu de circa 8,17 km. A fost descoperit de astronomul francez André Patry la 21 decembrie 1938, la Observatorul din Nisa.

## Caracteristici
Asteroidul prezintă o orbită caracterizată de o semiaxă majoră egală cu 1,8662474 u.a. și de o excentricitate 0,0322495, înclinată cu 22,32264° în raport cu ecliptica.

## Denumirea asteroidului
A primit numele de Esclangona în onoarea astronomului francez Ernest Esclangon.

## Satelit
Esclangona are un mic satelit, denumit provizoriu S/2003 (1509) 1, care măsoară 4 km în diametru și orbitează asteroidul principal la o distanță medie de 140 km.